# Първо българско училище „Васил Левски“ (Лас Вегас)
Първо българско училище „Васил Левски“ (на английски: First Bulgarian School "Vasil Levski") е училище на българската общност в град Лас Вегас, щата Невада, САЩ. Създадено е през 2007 г. към Първия български културен център в Невада и в него се провежда обучение по български език и литература, история и география на България и изобразително изкуство. Образованието, получено там, се признава в България. През учебната 2020/2021 г. в него се обучават около 80 деца.